# Zortrax

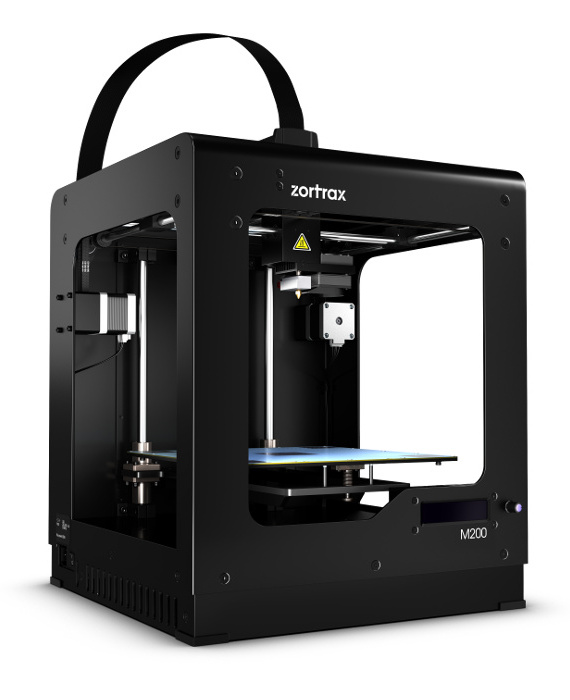
Zortrax M200 3D printer

Zortrax là nhà sản xuất máy in và sợi in 3D của Ba Lan cho thị trường SMB và tạo mẫu nhanh công nghiệp như robot và tự động hóa, kiến trúc, thiết kế công nghiệp, kỹ thuật, hàng không, tự động hóa công nghiệp. Máy Zortrax làm việc với phần mềm, firmware và sợi in chuyên dụng.

## Lịch sử
Zortrax được thành lập bởi Rafal Tomasiak và Marcin Olchanowski. Ý tưởng cho công ty đến từ cửa hàng trực tuyến hỗ trợ máy in 3D DIY. Họ điều hành cửa hàng và làm việc trên máy mới cùng một lúc. Ý tưởng là tạo ra một môi trường in 3D hoàn chỉnh, điều này tạo ra khoảng cách của họ với ngành công nghiệp DIY.
Công việc trên M200 bắt đầu vào năm 2011 và hoàn thành vào năm 2013. Để hỗ trợ sản xuất, họ đã khởi động chiến dịch Kickstarter[./Zortrax#cite_note-1 [1]] và thu được gần $ 180 000. Zortrax vận chuyển máy in 3D cho tất cả người ủng hộ và đầu tư tiền vào phát triển hơn nữa. Trái phiếu phát hành trong tháng 1 và tháng 3 năm 2014 mang lại 7,2 triệu PLN. Vào ngày 3 tháng 12 năm 2015, Zortrax đã mở phòng trưng bày tại Warsaw, Ba Lan - Cửa hàng Zortrax. Ý tưởng chính cho phòng trưng bày là mở rộng kiến thức về in 3D giữa cả chuyên gia và sinh viên. Đây là một trong những cửa hàng văn phòng phẩm đơn sắc đầu tiên ở châu Âu.

## Công nghệ
Zortrax sản xuất công nghệ lớp nhựa lắng đọng (LPD). Công nghệ này sử dụng dữ liệu ba chiều để tạo ra mô hình ba chiều trong lớp sau khi xử lý lớp.
Lắng đọng nhựa theo lớp là một công nghệ trong đó máy in đang làm nóng vật liệu nhựa nhiệt dẻo (dây tóc) trong máy đùn và áp dụng nó chính xác trên lớp nền tảng nóng sau lớp. Vật liệu in chuyên dụng Zortrax M200 là: Z-ABS, Z-ULTRAT, Z-GLASS, Z-HIPS, Z-PCABS, Z-PETG, Z-ESD, Z-ASA Pro, Z-PLA Pro, Z-SEMIFLEX (cho Zortrax M200 Plus), Zortrax M300: Z-HIPS, Z-PETG, Z-GLASS, Z-ESD, Z-ASA Pro, Z-PLA Pro và Zortrax Inventure: Z-SEMIFLEX, Z-ULTRAT Plus, Z-PLA, Z-PETG, Z-HPORT TRỢ, Z-HPORT TRỢ Plus.
Phần mềm Zortrax Z-SUITE được tạo riêng cho máy Zortrax. Z-SUITE cho phép mở tệp .stl, .obj hoặc.dxf và đặt tùy chọn in. Đây là phần mềm in 3D duy nhất mà người dùng có thể chuyển đổi các tệp 2D thành mô hình 3D  và các mô hình cắt trực tiếp trong phần mềm Z-SUITE. Nó dành riêng cho cả người dùng Windows và Mac. Zortrax đã phát triển một ứng dụng để lưu trữ và tải xuống các mô hình 3D - Thư viện Zortrax. Nó có sẵn trong cả Z-SUITE và trực tuyến.

## Giải thưởng và danh hiệu
- 2014 50 Creative in Business for Brief Magazine[8]
- Giải thưởng Jan Wejchert của Hội nghị bàn tròn doanh nghiệp Ba Lan 2014 trong lĩnh vực tầm nhìn và đổi mới[9]
- Giải thưởng thiết kế năm 2014 cho các nhà chiến lược xuất sắc nhất[10]
- 25 kiểu dáng công nghiệp tốt nhất của Ba Lan 2014 [11]
- Máy in 3D tốt nhất năm 2014 trong danh mục Plug'n'Play, 3D Hubs[12]
- Giải thưởng thiết kế hàng đầu năm 2015 trong danh mục Khoa học-Y học - Công nghiệp[13]
- Máy in 3D được yêu thích nhiều nhất thứ 3 trong cộng đồng 3D Hubs[14]
- 2015 Zortrax M200 - Máy in 3D cắm & chạy tốt nhất trong năm 2015 & 2016, Máy in 3D cho máy tính để bàn tốt nhất thế giới bởi cộng đồng 3D Hubs[15]
- 2015 Zortrax M200 - Máy in 3D FDM tổng thể tốt nhất thứ 2, 3D Shootout in ấn bởi Make Magazine [16]